# 福建省南平第一中学

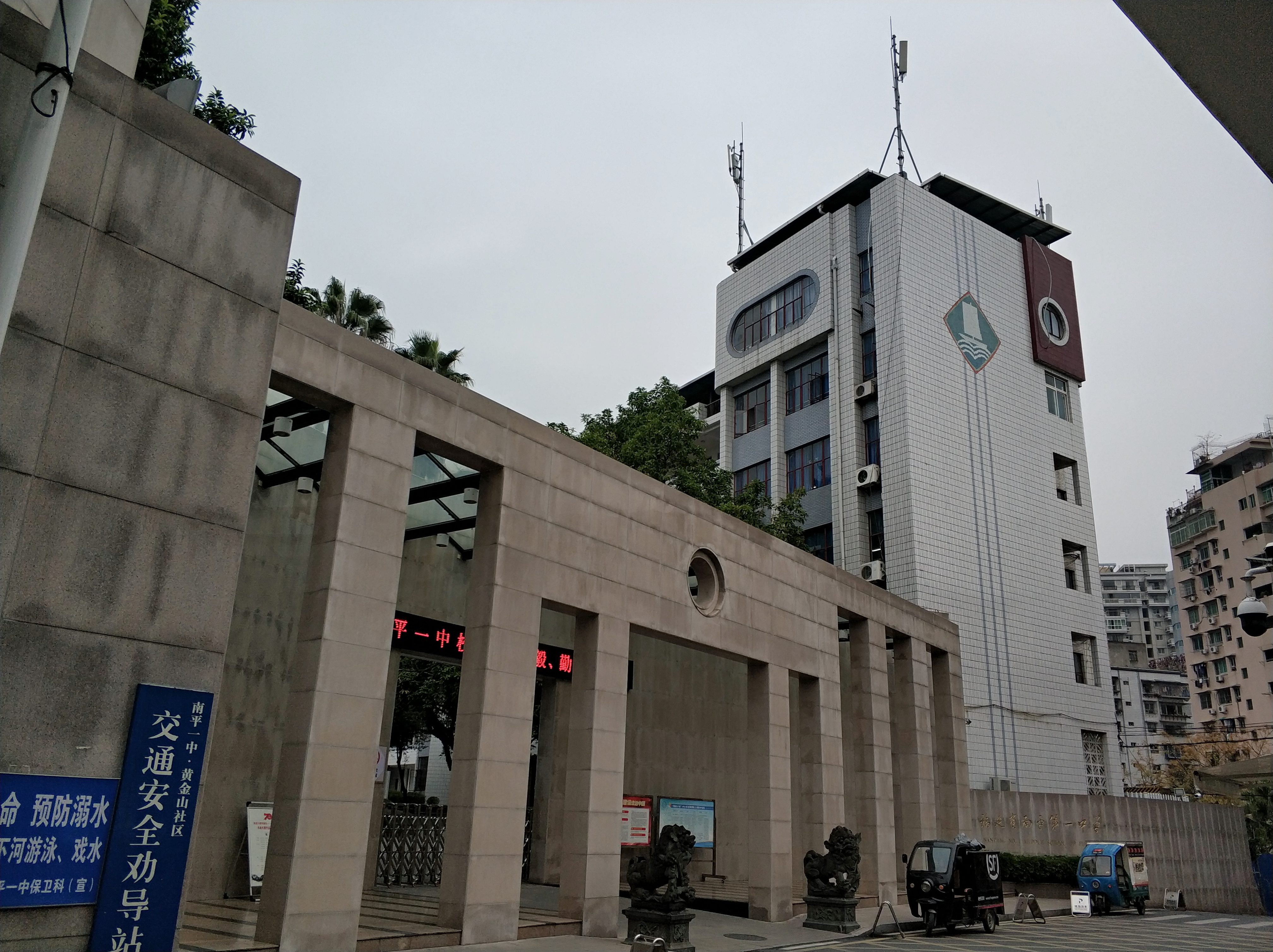
南平一中紫云校区校门

福建省南平第一中学，简称南平第一中学、南平一中或南一，是中华人民共和国福建省南平市延平区与建阳区的一所全日制完全中学，为福建省一级达标高中，福建省、南平市重点高中。

## 历史
福建省南平第一中学创办于1903年，建校时命名为“延平府中学堂”，其前身为1719年始办的“道南书院”。
1906至1912 年改为延平府师范学堂，随后复名延平府中学堂。
1917年改为省立第四中学。
1927年合并原省立第四中学、省立第三师范、建安甲种森林学校、私立剑津中学、私立淑馨女子中学为“闽北公立中学”。1934年取消高中部改称省立南平初级中学。1944年又改为省立南平中学。
1949年合并“县立初级中学”，南中校名不变。
1956年定名为“福建省南平第一中学”，沿用至今。
1957年被福建省教育厅列为省重点中学。
1995年评为福建省普通中学一级达标学校。
1999年，撤销初中部成为独立设置的普通高中。
2017年，经上级批准，重新复办初中部，将招收四个班共计126名初一新生。2019年，由于南平市人民政府搬迁至南平市建阳区武夷新区，南平第一中学遂建立武夷校区。

## 学校条件

### 办学规模
截止2020年，学校共有高中三个年级6初中13个教学班，设有三个校区。紫云校区（老校区）座落于市区紫云岗，占地面积24184平方米，建筑面积39669平方米。江南校区位于水南八仙片区，占地86390平方米，建筑面积41527平方米，武夷校区位于建阳区武夷新区，招收高一至高三共12个班级。

### 硬件设施
截止2016年6月，学校紫云校区有二座教学楼，一座图书馆，一座实验楼，一座学生宿舍，一座办公楼以及食堂，游泳馆，室内外篮球场，跑道等建筑。
江南校区有二座教学楼，一座实验楼，一座环形综合行政楼，二座学生宿舍，一座食堂以及标准化校园田径跑道，篮球场，足球场等设施。图书馆藏书10万册，实验室、语音室及校园计算机网络系统等现代教育教学设施、设备齐全。
2018年，学校陆续对环校道、操场及篮球场等进行改造，修缮沥青环校道及足球场，重建篮球场、羽毛球场及乒乓球场，兴建攀岩墙，主席台等设施。
2022年9月，武夷校区高中部一期工程正式交付使用

## 荣誉
福建省一级达标校（第十所）
福建第十届文明学校省现代教育技术实验学校
五好基层工会
高等教育自学考试先进考点
全国中小学报刊英语教学课题实验学校
福建省首批示范性普通高中建设学校 
2018年5月28日，入选中共福建省委文明办“福建省首届文明校园”拟表彰名单。